# Haggard
Haggard es una banda de metal neoclásico procedente de Alemania. Son mundialmente conocidos por su mezcla única de música clásica, medieval y metal, logrando así posicionarse, junto a Therion, como una de las bandas más representativas del metal sinfónico y neoclásico en todo el mundo. Teniendo un recorrido por casi todos los continentes del mundo, Haggard se ha convertido en una de las bandas de metal sinfónico más importantes de Alemania.

## Historia
Fundada en 1989, comenzó como una banda de Death metal, período durante el cual graban el demo Introduction (1992), el cual pasó desapercibido en esa época. Dos años más tarde graban el EP Progressive (1994) y al año siguiente graban su tercer demo Once... Upon A December's Dawn (1995) incluyendo a Hans Wolf en los teclados y a Steffi Hertz en la viola, pero siempre en la línea Death metal . Posteriormente, Asis Nasseri, líder y compositor de la banda, además de guitarrista, vocalista y percusionista clásico, decide evolucionar. Siendo ya una agrupación de 16 músicos, lanzan el álbum And Thou Shalt Trust... The Seer, basado en la vida y obra de Michel de Nôtre-Dame, en los días de la peste negra.
En el año 2000, con 21 integrantes y un estilo claramente definido, es lanzado Awaking the Centuries, que conserva la temática del disco anterior, y su gira concluyó con la producción de Awaking The Gods, concierto grabado en el Teatro ferrocarrilero de la ciudad de México.
Para el año 2004 la banda saca a la venta el álbum Eppur Si Muove, inspirado en la vida de Galileo Galilei y su situación tras apoyar el modelo heliocéntrico.
Su más reciente trabajo, Tales of Ithiria, salió a la venta el 29 de agosto de 2008. El álbum cuenta acerca de una tierra imaginaria llamada Ithiria, la cual es presa de guerras y devastación, de este disco se desprende el sencillo del mismo nombre: "Tales of Ithiria".
El grupo canta en varios idiomas como latín, alemán, inglés e italiano, poseen una versión en español (Hijo de la Luna) y en su segundo álbum de estudio (Awaking the centuries) se pueden apreciar diferentes construcciones líricas en francés.

## Miembros actuales

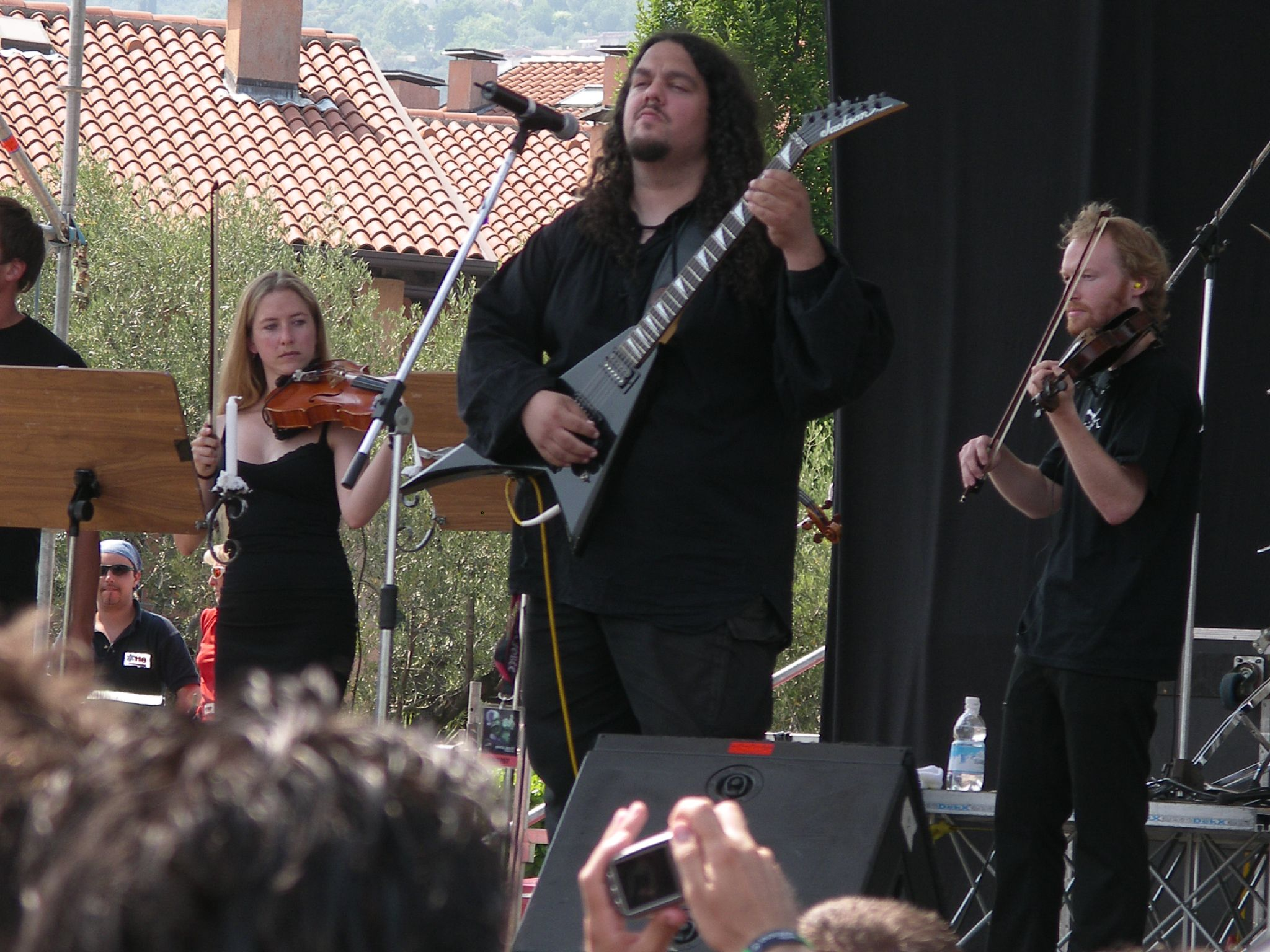
Haggard en el Evolution Festival, Italia (2006).

- Asis Nasseri – voz gutural y guitarra (1991–presente).
- Claudio Quarta – guitarra
- Hans Wolf – Piano, clavicémbalo, Órgano.
- Giacomo Astorri - bajo eléctrico
- Maurizio Golo - batería
- Frank Schumacher - Tenor y bajo
- Janika Groß – Soprano
- Martin Florestan - Tenor
- Lisa Hellmich - Violín
- Cosmin Nechita - Violín
- Aline Deinert – violín
- Anne Eberlein – viola
- Johannes Schleiermacher – cello
- Florinda Anna - cello
- Catalina Popa - flauta
- Stefana Sabau – oboe
- Ivica Kramheller – contrabajo
- Ingrid Nietzer - Piano, clavicémbalo, Órgano

## Antiguos miembros
- Karin Bodemüller – soprano (1994-2000)
- Sasema – soprano (1997-1999)
- Gaby Koss – soprano (1998-2004)
- Veronika Kramheller – soprano (2003-2013)
- Susanne Ehlers – soprano (2004-2014)
- Manuela Kraller - soprano (2008-2010)
- Taki Saile - soprano
- Lully Garza - soprano (vocalista en Hijo de la Luna)
- Jana Degebrodt- soprano
- Fiffi Fuhrmann – tenor - comorno y bajo
- Thomas Rosato - bajo
- Christian - tenor
- Andi Hemberger – tenor
- Florian Schnellinger – tenor y percusiones
- Andreas Peschke – tenor y flauta
- Steffi Hertz – viola
- Florian Bartl – oboe, corno inglés
- Judith Marschall – violín
- Dorothea Zelinsky – violín
- Mark Pendry – clarinete
- Robert von Greding – clarinete
- Christoph von Zastrow – flauta
- Danny Klupp – guitarra
- Kathrin Pechlof – harpa
- Andi Nad – bajo
- Robin Fischer – bajo
- Kathrin Hertz – cello
- Jonathan Whynot – guitarra
- Michael Stapf – violín
- Andreas Fuchs – corno – percusiones
- Linda Antonetti – oboe
- Patrizia Krug – cello
- Luz Marsen – batería
- Michael Schumm – percusiones clásicas, batería
- Ally Storch-Hukriede – violín

## Discografía

### Álbumes de estudio
- And Thou Shalt Trust... The Seer (1997)
- Awaking the Centuries (2000)
- Eppur Si Muove (2004)
- Tales Of Ithiria (2008)
- Grimm - a la fecha sin publicar.

### EP y demos
- Introduction (1992)
- This Stuff's 2 Loud 4 U (1993)
- Progressive (1994)
- Once... Upon A December's Dawn (1995)
- And Thou Shalt Trust... The Seer (1996)

### En vivo
- Awaking the Gods: live in Mexico (2001)

## Videografía
- In A Pale Moon's Shadow (VHS, 1998)
- Live in Wacken Open Air ´98 (DVD , 2007) Solo se obtiene comprando la versión especial de Eppur si muove.
- Awaking the Gods (DVD/VHS, 2001)